# فهرست پاپ‌های از نظر جنسی فعال
این صفحه فهرست پاپ‌های از نظر جنسی فعال است. در کلیسای کاتولیک آمیزش جنسی در دوره پاپ بودن گناهی بزرگ شمرده می‌شود.

## پاپ‌های متأهل
| نام            | دوره        | رابطه | فرزندان       | یادداشت                                                                |
| -------------- | ----------- | --- | ------------- | ---------------------------------------------------------------------- |
| پطرس           | –           | به مادرزنش در انجیل در آیات Matthew 8:14–15, Luke 4:38, Mark 1:29–31 اشاره شده‌است که مادرزنش در خانه وی کفرناحوم توسط عیسی شفا یافته‌است. | بله           | در منابع متاخر ذکر شده‌است که وی یک دختر داشت ولی این موضوع نامحتمل است |
| هورمیسداس      | (۵۱۴–۵۲۳)   | قبل از کشیش شدن ازدواج کرد و همسرش فوت کرد                                                                                               | بله           | پدر سیلوریوس.                                                          |
| آدریان دوم     | (۸۶۷–۸۷۲)   | قبل از کشیش شدن ازدواج کرد همسرش زمانی که آدریان پاپ شد زنده بود.                                                                        | بله (یک دختر) | همسر و دخترش تا زمانی که کشته شدند با وی زندگی کردند.                  |
| ژان هفدهم      | (۱۰۰۳)      | قبل از پاپ شدن ازدواج کرد | بله (سه پسر)  | همگی کشیش شدند.                                                        |
| کلمنت چهارم    | (۱۲۶۵–۱۲۶۸) | قبل از کشیش شدن ازدواج کرد | بله (دو دختر) | هر دو راهبه شدند                                                       |
| هونوریوس چهارم | (۱۲۸۵–۱۲۸۷) | قبل از کشیش شدن ازدواج کرد و همسرش فوت کرد                                                                                               | بله           | حداقل دو پسر                                                           |

## قبل از کشیش شدن دارای فرزند نامشروع بودند
| نام          | دوره        | رابطه | فرزندان | یادداشت                                                 |  |
| ------------ | ----------- | ----- | ------- | ------------------------------------------------------- |  |
| پیوس دوم     | (۱۴۵۸–۱۴۶۴) | مجرد  | بله     | حداقل دو فرزند نامشروع داشت.                            |  |
| اینوسنت هشتم | (۱۴۸۴–۱۴۹۲) | مجرد  | بله     | دو فرزند نامشروع قبل از کشیش شدن داشت                   |  |
| کلمنت هفتم   | (1523–1534) | مجرد  | بله     | قبل از کشیش شدن یک فرزند نامشروع داشت که دوک فلورانس شد |  |

## بعد از کشیش شدن دارای فرزند نامشروع شدند
| نام            | دوره        | رابطه | فرزندان | یادداشت                                                            |
| -------------- | ----------- | ----- | ------- | ------------------------------------------------------------------ |
| ژولیوس دوم     | (۱۵۰۳–۱۵۱۳) | مجرد  | بله     | سه دختر نامشروع داشت. وی همچنین به «لواط‌کار» بودن نیز متهم شده‌است. |
| پل سوم         | (۱۵۳۴–۱۵۴۹) | مجرد  | بله     | سه پسر و یک دختر نامشروع داشت                                      |
| گریگوری سیزدهم | (۱۵۷۲–۱۵۸۵) | مجرد  | بله     | یک فرزند نامشروع داشت که حاکم قلعه سنت آنجلو، و حاکم فرمو شد.      |
| لئون دوازدهم   | (۱۸۲۳–۱۸۲۹) | مجرد  | بله     | احتمالاً سه فرزند نامشروع داشت.                                     |

## پاپ‌هایی که در دوره پاپی فعالیت جنسی داشتند
| نام          | دوره                                                         | رابطه | فرزندان | یادداشت |
| ------------ | ------------------------------------------------------------ | ----- | ------- | --- |
| سرگیوس سوم   | (۹۰۴–۹۱۱)                                                    | مجرد  | بله     | احتمالاً پدر ژان یازدهم بوده. اگرچه این موضوع مورد اختلاف است. |
| ژان دهم      | (۹۱۴–۹۲۸)                                                    | مجرد  | خیر     | با یک زن و دختر آن زن رابطه داشت. |
| ژان دوازدهم  | (۹۵۵–۹۶۳)                                                    | مجرد  | خیر     | به زنای محصنه و زنا با محارم متهم شده‌است. وی «مجموعه‌ای از زنان» داشت که علیه وی شهادت داند. بعضی منابع نوشته‌اند که وی بعد از فلج شدن در هنگام آمیزش جنسی مرده‌است و برخی دیگر می‌گویند وی در هنگام آمیزش جنسی توسط شوهر زن کشته شده‌است. |
| بندیکت نهم   | (۱۰۳۲– در ۱۰۴۴ پاپ شد، دوباره در ۱۰۴۵ و در نهایت ۱۰۴۷–۱۰۴۸). | مجرد  | خیر     | به داشتن روابط بسیار زیاد متهم شده‌است پاپ ویکتور سوم به «تجاوزها و دیگران کارهای ناگفتنی» وی اشاره می‌کند زندگی وی پیتر دامیان را برآن داشت که قوانین سخت‌گیرانه‌ای علیه آمیزش جنسی نامعمول و مخصوصاً همجنس‌گرایی بنویسد. وی معتقد بود بندکیت نهم علاقه فراوان به لواط و سکس گروهی داشت. در مه ۱۰۴۵ از پاپی استعفا داد تا ازدواج کند. |
| پل دوم       | (۱۴۶۴–۱۴۷۱)                                                  | مجرد  | خیر     | تصور می‌رفت که به خاطر سوءهاضمه ناشی از خوردن خربزه مرده باشدولی احتمالاً به خاطر و در هنگام «لواط» با یک شوالیه جوان مرده‌است. |
| سیکتوس چهارم | (۱۴۷۱–۱۴۸۴)                                                  | مجرد  | خیر     | وی علاقه فراوانی به پسران و «لواط» داشت به حدی که به خاطر زیبایی یا خدمت جنسی به وی، آنها را برای کاردینال شدن نامزد می‌کرد. |
| الکساندر ششم | (۱۴۹۲–۱۵۰۳)                                                  | مجرد  | بله     | مدت زیادی با ونوتزا دی کاتانی رابطه داشت اگرچه قبل از پاپ شدن و در دوره کشیشی بود؛ و چند فرزند از وی نیز داشت چزاره بورجیا، Giovanni Borgia, گوفردو بورجا، و لوکرتزیا بورجیا. بعدتر با جولیا فرنزی خواهر پل سوم رابطه داشت و زمانی که الکساندر در ۶۰ سالگی در حال استعفا از پاپی بود فرزندش از وی را به دنیا آورد.وی احتمالاً هفت تا ده فرزند نامشروع داشت که برای به قدرت رسیدن آنان از هیچ کاری فروگذار نکرد.به حدی که یکی از فرزندانش را کاردینال کرد. |
| لئون دهم     | (۱۵۱۳–۱۵۲۱)                                                  | مجرد  | خیر     | بعد از مرگش به همجنس‌گرایی متهم شد |
| ژولیوس سوم   | (۱۵۵۰–۱۵۵۵)                                                  | مجرد  | خیر     | با یک کاردینال مرد مدت زیادی رابطه داشت که به رسوایی انجامید |